# INAC Kobe Leonessa
El INAC Kobe Leonessa es un equipo de fútbol femenino japonés fundado en 2001. Se desempeña en la WE League, la máxima categoría profesional del fútbol femenino en Japón. Juega sus partidos de local en el Estadio Noevir Kobe en Kōbe. 
En 2006 el INAC Leonessa ascendió a la Nadeshiko League, por ese entonces la máxima categoría del fútbol femenino, y se mantuvo en la élite hasta la temporada 2020. En 2021 fue seleccionado como uno de clubes fundadores de la WE League, la nueva categoría profesional del país. Leonessa logró consagrarse campeón de esa primera edición de la WE League. Previamente, el club se había consagrado campeón tres veces de la Nadeshiko League. Además, ha ganado siete veces la Copa de la Emperatriz y una vez la Nadeshiko League Cup. A nivel internacional ha conquistado el Campeonato Internacional de Clubes Femenino de 2013 y el Campeonato de Liga Femenino de Japón/Corea del Sur de 2012.
El plantel de 2011 del Leonessa llegó a contar con siete jugadoras que formaron parte del seleccionado japonés que ganó la Copa Mundial 2011.

## Palmarés
| Competición nacional        | Títulos                                  | Subcampeonatos               |
| --------------------------- | ---------------------------------------- | ---------------------------- |
| WE League (1/1)             | 2021-22                                  | 2022-23                      |
| Nadeshiko League (3/5)      | 2011, 2012, 2013                         | 2008, 2016, 2017, 2018, 2020 |
| Copa de la Emperatriz (7/3) | 2010, 2011, 2012, 2013, 2015, 2016, 2023 | 2008, 2018, 2022             |
| Nadeshiko League Cup (1/3)  | 2013                                     | 2012, 2018, 2019             |
| Copa de la WE League (0/1)  |                                          | 2024-25                      |

| Competición internacional                         | Títulos | Subcampeonatos |
| ------------------------------------------------- | ------- | -------------- |
| Japan/Korea Women's League Championship (1/0)     | 2012    |                |
| Campeonato Internacional de Clubes Femenino (1/1) | 2013    | 2012           |